# فیلتر زیستی

A typical complete trickling filter system for treating wastewaters.

تصفیه زیستی یا فیلتر زیستی یا بیوفیلتر (به انگلیسی: Biofilter, Biofilteration)، روشی برای تصفیه و تجزیه آلودگی‌های هوا و آب می‌باشد که در آن از جانداران زنده برای تبدیل آلاینده‌ها استفاده می‌شود. در این روش مواد شیمیایی زیان‌آور در فاضلاب‌ها به وسیله موجودات زنده حذف می‌شوند. فیلترهای زیستی برای اولین بار در سال ۱۸۹۳ در انگلیس معرفی شد. در آن زمان از این روش برای تصفیه فاضلاب استفاده می‌شد. هم‌اکنون در اروپا از سیستم‌های بیولوژیک در صنایع آشامیدنی استفاده می‌گردد. همچنین می‌توان از این روش‌ها در افزایش کیفیت آب‌های مورد استفاده در صنایع آبزی‌پروری استفاده گردد.
بیوفیلترها رآکتورهایی با بستر پر شده می‌باشند که میکروارگانیسمهای تجزیه‌کننده روی بستر واقع شده‌اند. در این روش آلاینده گازی با عبور از این بستر متخلخل بیولوژیکی تصفیه می‌شود. استفاده از بیوفیلتر برای کنترل انتشار ترکیبات آلی فرار یک تکنولوژی ابداعی و جدید است که در دهه گذشته مقبولیت یافته‌است. اساساً جریانی از گاز آلوده که دارای غلظت کمی از مواد تجزیه‌پذیر زیستی و ترکیبات نسبتاً محلول در آب باشد، جهت بیوفیلتراسیون مناسب است. این روش در مقایسه با روش‌های متداول کنترل آلاینده‌های هوا بسیار اقتصادی‌تر بوده و در صورتی‌که به نحو مطلوب انجام شود، کاهش آلاینده‌ها در بیشتر مواقع بیش از ۹۵ درصد خواهد بود. علاوه بر این، بیوفیلتراسیون آلاینده‌های ثانویه ایجاد نمی‌کند.

## سازوکار
در این روش با استفاده از میکروارگانیسم‌های خو داده شده با گاز آلاینده اقدام به کاهش یا تصفیه این ترکیبات در هوای خروجی از دودکش‌های صنایع آلوده‌کننده می‌گردد. ماده آلایند جذب فاز مایع می‌گردد که حاوی میکروارگانیسم‌های فعال می‌باشد. این گروه از میکروارگانیسم‌های سازگار شده و تخصص‌یافته ماده آلاینده را تجزیه می‌کنند و از انرژی ناشی از شکست این ترکیبات برای تکثیر و فعل و انفعالات متابولیک خود استفاده می‌نمایند. محصول واکنش میکروبی عمدتاً CO2، آب و بیومس می‌باشد، در این روش ماده آلاینده ممکن است آلی یا غیرآلی باشد.
در این روش مواد شیمیایی مضر در فاضلاب‌ها به وسیلهٔ موجودات زنده حذف می‌شوند. فیلترهای زیستی برای اولین بار در سال ۱۸۹۳ در انگلیس معرفی شد. در آن زمان از این روش برای تصفیه فاضلاب استفاده می‌شد. هم‌اکنون در اروپا از سیستم‌های بیولوژیک در صنایع آشامیدنی استفاده می‌گردد. همچنین می‌توان از این روش‌ها در افزایش کیفیت آب‌های مورد استفاده در صنایع آبزی‌پروری استفاده گردد.

## کنترل آلودگی هوا
در روش فیلتر زیستی از میکروارگانیسم‌ها برای حذف آلودگی هوا استفاده می‌شود. هوا از یک بستر محدود عبور می‌کند و در این زمان آلودگی همراه هوا به زیست پوشش روی این سطح متصل می‌گردد. باکتری‌ها و قارچ‌هایی که بر روی این سطوح تثبیت شده‌اند آلودگی‌های همراه هوا را تجزیه می‌کنند. فیلترهای قطره‌ای زیستی (Biotrickling filter) و فیلترهای شستشودهنده بر اساس فعالیت باکتری‌های تثبیت شده بر سطح پوشش فیلتر عمل می‌کند.
بیشترین کاربرد این تکنولوژی در تیمار مواد و ترکیبات بدبو و مواد آلی فرار محلول در آب است. در صنایع غذایی، علوم دامی، داروسازی، صنایع تبدیل محصولات چوبی و رنگی و پوشش‌ها این روش جایگاه خود را یافته‌است. پساب این کارخانجات دارای مخلوطی از مواد آلی فرار محلول در آب و مواد دارای هیدروژن سولفید است. تیمار هوا با این روش نیازمند سطح زیادی است تا توانایی پاسخ گویی به حجم بالای هوای آلوده را داشته باشد. این واقعیت لزوم بازنگری در این روش را نشان می‌دهد. دانشمندان از سال ۱۹۹۰ بر روی طراحی هرچه کوچکتر این تجهیزات تحقیق می‌کنند. یکی از چالش‌های پیش‌ روی طراحی این سیستم، کنترل و نگه‌داری میزان مناسب رطوبت در کل سیستم است. معمولاً قبل از ورود هوا به این سیستم، عمل افزایش رطوبت به وسیله افشانه‌ها، محفظه تزریق رطوبت، سیستم فیلتر شست‌وشو انجام می‌شود.
سیستم‌های فیلترهای زیستی و اکسیداسیون زیستی روش‌های مقرون به صرفه‌ای هستند که ضایعات را در مدت زمان مناسبی تجزیه می‌کنند. این روش‌ها آلودگی ثانویه (همانند تولید دی‌اکسید کربن و اکسیدهای نیتروژن ناشی از سوزاندن زباله‌ها) ندارند. بازیابی بخشی از آب مورد استفاده در این روش‌ها هزینه فرایند را کاهش می‌دهد. بخش دیگری از آب مورد استفاده در این سیستم‌ها نیز برای آبیاری مزارع اطراف این واحدها استفاده می‌شود. در این آب هرچند میزان اکسیژن زیست-شیمیایی بالا است اما این میزان مورد تأیید سازمان‌های نظارتی است.

## فرایند فیلتراسیون زیستی
یک فیلتر زیستی از محفظه‌ای تشکیل شده‌است که درون آن سطوحی تعبیه شده‌است که بر روی آن سطوح میکروارگانیسم‌های مورد استفاده در این روش‌ها بر آن تثبیت شده‌اند. با رشد این ریزموجودات یک لایه نازک از پوشش زیستی بر روی این سطوح ایجاد می‌گردد. به‌طور عادی یک زیست پوشش از مجموعهٔ ریزموجودات که شامل باکتری‌ها و قارچ‌ها هستند و همچنین از پروتوزئا، کرم‌ها و لارو حشرات تشکیل شده‌است که ماهیتی لزج و مرطوب دارد.
مواد آلی همراه آب به درون این زیست پوشش انتشار می‌یابند و در این محل تجزیه می‌شوند. اغلب تجزیه زیستی توسط ریزموجودات هوازی صورت می‌گیرد؛ یعنی این ریزموجودات برای رشد و فعالیت خود به اکسیژن هوا احتیاج دارند. این اکسیژن مورد نیاز به دو طریق طبیعی (انتشار از اتمسفر) و مکانیکی از طریق دمنده‌های مکانیکی وارد محیط واکنش می‌گردد. ریز موجودات اصلی‌ترین اجزا این سیستم هستند. سایر عوامل مهم در این فرایند شامل: دمای فرایند، ترکیب مواد ورودی، نوع ریزموجودات، میزان مواد اولیه ورودی، طول عمر کارکرد فیلتر و میزان هوادهی است.

## انواع محیط واکنش
اساساً تجزیه در یک روش زیستی بر روی یک سطح سخت یا جلبک‌های فعال صورت می‌پذیرد. با این حال امروزه محیط واکنش دراین فرایند را به دو دسته کلی تقسیم می‌کنند. مواد آلی مثل چوب، زغال سنگ، کک و کامپوست و مواد غیرآلی که شامل شن، مواد پلاستیکی و شیشه است.

## ویژگی‌های این سیستم
هرچند فیلترهای زیستی دارای ساختاری ساده هستند، اما بیولوژی زیستی و دینامیک درون آن‌ها پیچیده و متنوع است. ساختار این فیلترها به گونه‌ای است که ریزموجودات در برابر شرایط بیرونی محافظت شده و رشد آن‌ها در محیطی کنترل شده انجام می‌گردد. هزینه عملیاتی این روش کم است. عیب عمده در این فیلترها تجمعات زیست توده و مواد وارده می‌باشد که از دبی خروجی می‌کاهد. برای حل این مشکل می‌توان روش‌های فیزیکی و شیمیایی متناسب با نوع کاربرد این روش‌ها استفاده کرد. یکی از راهکارها می‌توان به شست‌وشوی معکوس در این فیلترها اشاره کرد که تجمعات حاصل را از سطوح جدا کرده و به بیرون سیستم هدایت می‌کند. از روش‌های شیمیایی نیز می‌توان به به استفاده از ازون و پراکسیدها اشاره کرد.

## آب آشامیدنی
از این روش برای افزایش کیفیت آب آشامیدنی نیز استفاده می‌گردد. در شرایط بهینه (کدورت کم و اکسیژن بالا) ریزموجودات مواد درون آب را می‌شکنند و از این طریق کیفیت آب را افزایش می‌دهند. از زغال فعال و فیلترهای شنی برای تثبیت ریزموجودات با هدف استفاده در این صنعت استفاده می‌شود. این دسته از فرایندهای بیولوژیک توانایی آن را دارد تا طیف زیادی از بیماری‌های با منشأ آب، کربن محلول در آب و کدورت آب را کاهش دهد؛ بنابراین با بهره‌گیری از این روش در این صنایع آبی با کیفیت بالاتر حاصل می‌شود.

## پساب‌ها و فاضلاب‌ها
فیلترهای زیستی برای کارخانجات لبنیاتی، فراورده‌های دامی و فاضلاب‌های شهری کاربرد زیادی دارد. این روش‌ها قابلیت تطبیق با حجم کم تا حجم‌های بسیار زیاد از مواد اولیه را دارا می‌باشد.

## صنعت آبزی‌پروری
در صنعت پروش آبزیان از این فیلترها برای تصفیه آب‌های بازگردانی شده که قبلاً استفاده شده‌اند، بهره برده می‌شود تا با این کار از مصرف بی‌رویه آب در این صنایع جلوگیری شود. آب در صنایع آبزی پروری دارای آمونیاک بالایی است که با استفاده از سیستم بیولوژیکی آمونیاک به مواد با سمیت کمتری تبدیل می‌شود. به این فرایند، نیتروفیکاسیون گویند. دراین فرایند باکتری‌های گونه نیتروزوموناس و در ادامه نیتروباکتری‌ها نقش دارند. این فرایند به اکسیژن نیاز دارد. همچنین در اثر این فرایند یون هیدروژن ایجاد می‌گردد که pH محیط را کاهش می‌دهد؛ بنابراین برای بهره‌گیری از این روش باید از بافر در محیط واکنش استفاده گردد.